# Günter Bogen
Günter Bogen (* 1930) ist ein deutscher Richter im Ruhestand. Besondere Bekanntheit erlangte er als Vorsitzender Richter im Majdanek-Prozess. 

## Leben
Günter Bogen war Vorsitzender Richter im Majdanek-Prozess. Dieser dritte Prozess vor dem Landgericht Düsseldorf dauerte vom 26. November 1975 bis zum 30. Juni 1981. Zuvor hatte es bereits Ende der 1940er Jahre zwei Prozesse zu diesem Komplex gegeben.
Bogen galt als durch die NS-Zeit unbelastet. Erst nachdem die ehemaligen Häftlinge, die im Prozess als Zeugen auftreten sollten, erfahren hatten, dass Bogen Jahrgang 1930 war, stimmten etliche von ihnen zu, im Prozess auszusagen. Der über sechs Jahre dauernde Prozess erfuhr eine breite Medienberichterstattung in Zeitungen, Radio und Fernsehen und machte damit auch Günter Bogen bundesweit bekannt.